# TEAM MAKEHEN
TEAM MAKEHEN（チーム・マケヘン）は、橋本友彦がプロデュースしていたプロレス興行「MAKEHEN（マケヘン）」から発展したプロレスプロモーションユニット。

## 歴史
- 2005年10月16日、DDTプロレスリングの橋本友彦がBAYSIDE Jennyで自主興行「MAKEHEN 2005」を開催。
- 2006年1月、橋本がDDTを退団してユニット「TEAM MAKEHEN」を結成。
- 7月16日、新木場1stRINGで「MAKEHEN 2006」を開催。
- 2007年3月4日、紫雷美央、紫雷イオがデビュー。
- 2008年6月1日、新木場1stRINGで「MAKEHEN女子」を開催。
- 2009年6月27日、西村賢吾がデビュー。
- 7月4日、橋本が飲食店の売上げを巡る事件で脅迫罪で逮捕された。
- 7月30日、弁護士を通して事件に関してコメントを発表。
- 8月16日、大阪ミナミ ムーブ・オン アリーナ大会「MAKEHEN in 大阪'09」を最後に活動休止。
- 9月、活動再開を発表したが後に中止になった。
- 12月13日、世界館大会「MAKEHEN FINAL」を最後に解散。

## 最終所属選手
- 橋本友彦
- 小坂井寛
- 西村賢吾（現：拳剛）
- 羽沙羅（現：奥田朱理）

## 歴代所属選手
- 光矢裕華
- 紫雷美央
- 紫雷イオ
- 帝嘩怒（旧：水沼美加）